# Серебряков Ігор Дмитрович
Серебряков Ігор Дмитрович (27 листопада 1917—1998, с. Сартана, Кальміуський район, Маріуполь, Донецька область, Україна) — радянський і російський індолог і санскритолог. Перекладач санскриту, хінді и панджабі. У співавторстві з І. С. Рабіновичем упорядник першого панджабсько-російського словника. Лауреат премії Джавахарлал Неру.

## Життєпис
Ігор Дмитрович Серебряков народився 27 листопада 1917 р.
У 1940 р. — закінчив філологічний факультет Ленінградський Державний Університет.

## Наукова діяльність
Докторська дисертація «Літературний процес в Індії VII-ХІІ століть» (1975).

## Основні статті
- Літературний процес в Індії (VII—XIII ст.). АД … д.філол.н. М., 1975.37 с.
- Древньоіндійська література: Короткий нарис. М., ІВЛ. 1963. 201 с. 1500 екз.
- Пенджабська література: Короткий нарис. (ЛВ). М., ІВЛ. 1963. 193 с. 1200 екз.
- Нариси давньоіндійської літератури. М., Наука (ГРВЛ). 1971. 392 с. 2000 екз.
- Літературний процес в Індії (VII—XIII ст.). М., Наука. 1979. 160 с. 1400 екз.
- Пам'ятники кашмірської санскритомовної літературної спільноти 7-13 ст. М., Наука. 1982. 149 с. 2000 екз.
- Бхартріхаіи. (Серія «Письменники і вчені Сходу»). М., Наука. 1983. 152 с. 5000 екз.
- Літератури народів Індії. М., Вища.шк. 1985. 304 с. 5000 екз.
- З блокноту індолога. (Серія «Оповідання про країни Сходу»). М., Наука. 1987. 152 с. 30000 екз.
- «Океан сказаний» Сомадеви як пам'ятник індійській середньовіковій культурі. М., Наука. 1989. 239 с. 4000 екз.
- Двадцять пять оповідань Ветали. / Пер. І. Д. Серебрякова. М., ДЛІ. 1958. 147 с. 30000 екз.
- Тридцять діе новели про монахів. / Пер. І.Серебрякова. М., ДІХЛ. 1962.
- Бхартріхарі. Шатакатраям. / Пер. І. Д. Серебрякова. М., Наука (ГРВЛ). 1979. 136 с 8000 екз.
- Сомадева. Повість про царя Удаяне. П'ять книг з «Океану оповідей». / Пер. П. А. Грінцера та І. Д. Серебрякова. М., Наука. 1967.
- Сомадева. Н езвичайні пригоди царевича Нараваханадати. / Пер. І. Д. Серебрякова. М., 1972. 540 с. 15000 екз.
- Сомадева Наступні пригоди царевича Нараваханадати. / Пер. І. Д. Серебрякова. М., 1976.
- Сомадева. Океан повістей: Вибрані повісті й оповідання. / Пер. І. Д. Серебрякова. М., Наука (ГРВЛ). 1982. 528 с. 39000 екз. (є перевидання)
- Панчатантра, чи П'ять книг житейської мудрості. / Пер. І. Д. Серебрякова, А. Ш. Ібрагімова. М., ХЛ. 1989. 480 с. 100000 екз.
- Голоси індійського середньовіччя Серебряков І. Д., Ваніна Е. Ю. 2002.
- Панджабсько-російський словар (спів.), М., 1961;

1. 1 2  Бібліотека Конгресу — Library of Congress.
2. 1 2 3 4 5  Чеська національна авторитетна база даних